# Duatlo nos Jogos Mundiais de 2013
O Duatlo nos Jogos Mundiais de 2013 foi uma modalidade de exibição realizada nos dias 26 e 27 de Julho de 2013, no "Parque El Ingenio de Cali".

## Países participantes
| - Argentina - Bélgica - Bolívia - Brasil - Chéquia - Filipinas - França - Guatemala - Países Baixos | - Irão - Irlanda - Japão - Canadá - Colômbia - Luxemburgo - México - Alemanha - Peru | - Porto Rico - Portugal - Rússia - Eslovênia - Estados Unidos - Taiwan - Venezuela - Reino Unido |

## Medalhistas
| Categoria               | Ouro              | Prata                 | Bronze       |
| ----------------------- | ----------------- | --------------------- | ------------ |
| Masculino (27 de julho) | Rob Woestenborghs | Emilio Antonio Martín | Jean Nicolas |
| Feminino (26 de julho)  | Ai Ueda           | Sandra Levenez        | Jenny Shultz |

## Quadro de medalhas
| Ordem | País     | Medalha de ouro | Medalha de prata | Medalha de bronze |   |
| ----- | -------- | --------------- | ---------------- | ----------------- | - |
| 1     | Bélgica  | 1               |                  |                   | 1 |
| 1     | Japão    | 1               |                  |                   | 1 |
| 3     | França   |                 | 1                | 1                 | 2 |
| 1     | Espanha  |                 | 1                |                   | 1 |
| 1     | Alemanha |                 |                  | 1                 | 1 |
| TOTAL | TOTAL    | 2               | 2                | 2                 | 6 |

* Por ser um esporte de demonstração, os resultados não aparecem no quadro de medalhas oficial dos Jogos Mundiais.